# Национальная мечеть Уганды
Национальная мечеть Уганды (англ. Uganda National Mosque) — самая крупная мечеть Уганды, расположенная в городе Кампала. Одна из крупнейших мечетей Африки. 15 % населения Уганды исповедуют ислам. Была открыта в 2008 году под названием мечеть Каддафи (англ. Gaddafi Mosque).

## История
Мечеть Каддафи (также известна как Национальная мечеть Уганды) — крупнейшая мечеть в Уганде и одна из самых значимых исламских религиозных структур в Африке. Строительство мечети началось в конце 1970-х годов, во времена правления диктатора Иди Амина, который инициировал проект как часть своей программы по укреплению позиций ислама в Уганде и созданию символа мощи режима.
Мечеть была построена при активной финансовой поддержке ливийского лидера Муаммара Каддафи, который предоставил значительные средства на её возведение. Завершение строительства состоялось 19 марта 2008 года, что стало важной вехой в религиозной жизни Уганды. В день открытия мечети была проведена масштабная церемония, на которой присутствовали представители африканских государств, включая президентов Сомали, Занзибара и Джибути. Когда Муаммар Каддафи прибыл для открытия, большая толпа паломников скандировала лозунг «Да здравствует Каддафи!», что подчёркивало важность его роли в этом проекте.
Мечеть Каддафи была построена в столице Уганды, Кампале, и имеет внушительные размеры. Её архитектура сочетает элементы традиционного арабского и африканского стилей, и она способна вместить до 15 000 верующих. Это делает её одной из крупнейших мечетей в Восточной Африке. Мечеть также служит культурным и религиозным центром для мусульман Уганды и является важным объектом для проведения молитв, образовательных программ и культурных мероприятий.
Однако, после свержения режима Каддафи в 2011 году и изменений в политической ситуации, в 2013 году, по настоянию новых властей Ливии, мечеть была переименована в Национальную мечеть Уганды. Это переименование символизировало изменение политической обстановки и стремление к снижению зависимости от Ливии, а также к национализации значимых религиозных объектов в стране. Тем не менее, мечеть продолжает оставаться важным религиозным и культурным объектом в Уганде.

## См.также
- Мечеть Каддафи в Танзании